# Музей истории моды
Музей истории моды — музей в Кембридже, Онтарио, Канада. Основан в 2004 году Джонатаном Уолфордом и Кенном Норманом. Музей является некоммерческой благотворительной организацией.

## История
До основания Музея истории моды Джонатан Уолфорд был куратором-основателем Музея обуви Бата. Уолфорд собирал историческую моду с 1970-х годов, находил предметы из аукционных домов, продавал в гаражах и даже спасал некоторые вещи из мусора. Он также написал несколько книг о моде.
Уолфорд в настоящее время является  куратором (директором) музея. Другой основатель музея, Кенн Норман, который является председателем совета музея, имеет опыт работы в области финансов, управления проектами и дизайна.
В течение первых десяти лет своего существования в музее не было постоянной галереи, поэтому он создавал выставки, которые путешествовали по Канаде и всему миру, от Гонконга до Бахрейна. Экспериментальная галерея в торговом центре в Кембридже, Онтарио в 2013 году посетили почти 8 тысяч посетителей за четыре с половиной месяца, когда там работал музей.
В июне 2015 года музей был открыт в списанном почтовом отделении площадью три тысячи квадратных футов, которое было открыто в 1929 году в бывшем городе Эспелер, в настоящее время в окрестностях Кембриджа. Музей сохранил и восстановил оригинальные полы терраццо и установил копии старинных светильников для освещения. Проект реставрации часов над входными дверями музея финансировался общественностью. Город Кембридж когда-то был центром текстильного производства, благодаря чему музей подходил под историю города.

## Коллекция
Коллекция музея насчитывает более 10000 предметов. Эти предметы варьируются от того, что может быть самой старой существующей европейской обувью в Северной Америке (по общему мнению, она носилась в Нью-Амстердаме и датируется примерно 1660 годом), до платьев голливудского дизайнера Эдриана до сумочек 1970-х годов, сделанных из пачек сигарет.

## Выставки
Прежде чем создать современное пространство галереи, музей создавал передвижные выставки и показы.